# Elwing (fiktiv figur)
Elwing är en figur i Midgård, skapad av J.R.R. Tolkien. Hon är en Halvalv och dotter till Dior och Nimloth, men räknas som en alv, mest kännbar för att ha räddat en silmarill från förstörelsen av Sirions hamnar och att hon tillsammans med sin make Eärendil kommit till Valinor för att fråga valar om hjälp åt Midgårds folk. Hennes namn betyder ”stjärnstråle” på sindarin. 
Hon föddes runt år 500 i den Första Åldern i Ossiriand, före Doriaths fall. Hon förlorade sina föräldrar Dior och Nimloth samt sina bröder Eluréd och Elurín i anfallet på Doriath och flydde till Sirions hamnar, som då styrdes av Eärendil, som hon gifte sig med. De fick två söner: Elrond och Elros.
När Eärendil var ute på havet anföll Fëanors söner hamnarna och dräpte många alver. Elwing, som hellre kastade sig i havet än att bli tillfångatagen gjorde det men Ulmo räddade henne och förvandlade henne till en mäktig vit fågel och hon hittade sin make när hon flög runt på havet. Istället för att återvända hem när hon fann Eärendil reste de väst till Aman. 
Valar gav henne gåvan att välja vilken ras hon ville tillhöra och hon valde att bli en alv och leva i Valinor. Istället för att färdas med Eärendil och silmarillen på natthimlen kom hon att leva vid det vita tornet vid havet och konversera med sjöfåglarna och flyga tillsammans med dem.